# Metabolito secundário
Metabolitos secundários são compostos orgânicos que não estão diretamente envolvidos nos processos de crescimento, desenvolvimento e reprodução dos organismos. Ao contrário dos metabolitos primários, a ausência dos metabolitos secundários não resulta na morte imediata, outrossim, a longo prazo afecta a sobrevivência, fecundidade ou estética do organismo, podendo mesmo não ter qualquer impacto significativo. Os metabolitos secundários são frequentemente restritos a um grupo reduzido de espécies de um grupo filogenético.  Os metabolitos secundários têm frequentemente  um papel importante nas defesas vegetais contra a herbivoria e outras defesas inter-espécies.

## Categorias
A maioria dos metabolitos secundários com interesse para a Humanidade, encaixa-se em categorias que classificam os metabolitos secundários com base na sua origem biossintética. Uma vez que os metabolitos secundários são muitas vezes produzidos por sintases de metabolitos primários, ou "utilizam" substratos com origem nos metabolitos primários, estas categorias não devem ser interpretadas como se todas as moléculas em cada categoria fossem metabolitos secundários (por exemplo na categoria esteróides), mas sim que existem metabolitos secundários nestas categorias.

### Pequenas "pequenas moléculas"
- Alcalóides (geralmente na forma de um pequeno aminoácido fortemente derivado):
  - Hiosciamina, de Datura stramonium
  - Atropina, de Atropa belladonna
  - Cocaína, de Erythroxylon coca
  - Codeína e Morfina de Papaver somniferum
  - Tetrodotoxina, um produto microbiano do fugu e algumas salamandras
  - Vincristina e Vinblastina, inibidores mitóticos encontrados em Catharanthus roseus
- Terpenóides (derivados da oligomerização de semiterpenos):
  - Azadiractina (de Azadirachta indica)
  - Artemisinina (de Artemisia annua)
  - Tetraidrocanabinol, de Cannabis sativa
  - Esteróides (terpenos com estrutura em anel particular) 
    - Saponinas (esteróides vegetais, frequentemente glicosilados)
- Glicosídeos (moléculas de açúcar modificadas):
  - Nojirimicina
  - Glucosinolatos
- Fenóis:
  - Resveratrol
- Fenazinas:
  - Piocianina
  - Fenazina-1-ácido carboxílico (e derivados)

### Grandes "pequenas moléculas ", produzidas em grandes "fábricas moleculares" modulares
- Policetídeos:
  - Eritromicina
  - Discodermolida
- Produtos da sintase de ácidos gordos  :
  - FR-900848
  - U-106305
  - Floroglucinóis
- Péptidos não ribossómicos:
  - Vancomicina
  - Tiostreptona
  - Ramoplanina
  - Teicoplanina
  - Gramicidina
  - Bacitracina
- Híbridos dos três tipos anteriores:
  - Epotilona
- Polifenóis

### Não "pequenas moléculas " - ADN, ARN
- Péptidos ribossómicos:
  - Microcina-J25